# Pleurispa
Pleurispa là một chi bọ cánh cứng trong họ Chrysomelidae.
Chi này được miêu tả khoa học năm 1902 bởi Weise.

## Các loài
Các loài trong chi này gồm:
- Pleurispa humilis Gestro, 1909
- Pleurispa misella Weise, 1902
- Pleurispa subinermis (Fairmaire, 1902)
- Pleurispa weisei Gestro, 1906